# Выстрел в гробу
«Выстрел в гробу» — двухсерийный комедийный художественный фильм, снятый режиссёром Николаем Засеевым в 1992 году.

## Сюжет
История начинается с амнистии, по которой на свободу выходят три главаря мафии, двойники полковников — руководителей тюрьмы. Троица моргунистов имеет свои планы, которые привлекают внимание сотрудников КГБ. На борьбу с мафиози отправлен спецагент Степан Суббота.
Физическое устранение мафиози должно произойти в Крыму, в одной из правительственных гостиниц, где Суббота знакомится с танцовщицей варьете Стеллой.
Троица мафиози, путём переодевания в женскую одежду, расправляется с полковником и его людьми, внедряется в окружение политического лидера в виде машинисток для работы над книгой его супруги.
К финалу главари мафии снова в заключении. На этот раз в кооперативной тюрьме «Уют» в общей камере с видом на море.

## В ролях
- Михаил Пуговкин — полковник / Бутылкин
- Георгий Вицин — начальник тюрьмы полковник Закусняк
- Евгений Моргунов — полковник / Ковбасюк
- Спартак Мишулин — полковник / Булкин
- Степан Старчиков — Степан Суббота
- Светлана Копылова — Стелла, танцовщица
- Игорь Старыгин — Макс
- Милена Тонтегоде — Кристина, танцовщица
- Виталий Коняев — генерал Чачин
- Игорь Васильев — генерал Кагорный
- Владимир Коренев — генерал Коньячков
- Ромуалдс Анцанс — генерал Ликёров
- Яков Бужак — политический лидер
- Наталия Наконечная — супруга политического лидера
- Сергей Оникиенко — майор Бухайло
- Вячеслав Воронин — генерал Склифосовский

## Съёмочная группа
- Авторы сценария:
  - Михаил Чернычук
  - Николай Засеев
- Режиссёр-постановщик: Николай Засеев
- Оператор-постановщик: Валерий Чумак
- Художник-постановщик: Вячеслав Рожков
- Композитор: Евгений Крылатов
- Текст песен: Леонид Французов

## О фильме
- Энциклопедия «Кто есть кто в мире» отмечает:

«Последняя роль Вицина в картине «Выстрел в гробу» является своеобразным прощанием актёра со своим многолетним героем Трусом. Хотя в фильме есть и эксцентрика и переодевания, и забавные трюки, все же созданный актёром образ скорее напоминает образ старого клоуна, чем традиционного комедийного актёра».
- Михаил Пуговкин вспоминает о фильме:

«Засеев хотел также, как Леонид Гайдай, делать вещи чаплинского типа, и поэтому решил повторить Гайдая и сделать новую тройку — это Евгений Моргунов, Спартак Мишулин и я. Ничего из этого не вышло. Люди смотрели картину и не понимали. Не было выстроенного сценария, но самое главное — не было кино»